# Будір
Будір (ісл. Búðir) — присілок у західній частині Ісландії. Тривалий час Будір був важливим риболовецьким центром.